# Vassilisk Gnédov
Vassili Ivànovitx Gnédov (rus: Васи́лий Ива́нович Гне́дов AFI /vɐˈsʲilʲɪj ɪˈvanəvʲɪtɕ ˈɡnʲɛdəf/ ( ? i  escolteu-ne la pronunciació en rus)), conegut habitualment pel seu nom de ploma Vassilisk Gnédov (rus: Васили́ск Гне́дов AFI /vəsʲɪˈlʲisk ˈɡnʲedəf/ ( ? i  escolteu-ne la pronunciació en rus); 3 de març de 1890 — 20 de novembre de 1978), fou un dels més radicals poetes experimentals del futurisme rus, tot i que no tan prolífic com els seus col·legues.
Gnédov és conegut principalment pel seu Poema de la fi, que consistia en el seu títol per si sol en una pàgina en blanc, i que el poeta va recitar a l'escenari usant un gest silenciós. La col·lecció de la qual procedeix, La mort de l'art  (1913), contenia quinze poemes molt curts que van reduir gradualment de la mida d'una línia, a una paraula, una lletra, i en última instància al Poema de la fi. El poema ha estat comparada amb la pintura de Kazimir Malévitx Quadrat negre (1915), la composició silenciosa 4′33″ de John Cage (1952), i amb el minimalisme en general.
Tot i que formà del grup ego-futurista, la poesia de Gnédov estava molt més a prop en l'estil del grup dels cubofuturistes, que incloïa Velimir Khlébnikov, Vladímir Maiakovski i Aleksei Krutxónikh. Els seus altres treballs es van caracteritzar per llenguatge experimental (incloent neologisme s tipus zaum), l'ús de paraules col·loquials, dialectals, o bé ucraïneses, i un subjecte líric desafiant i estrident. Nombrosos incidents reportats a la premsa russa el 1913 i 1914 van fer guanyar a Gnédov la reputació de ser un tafaner. No obstant això, el seu objectiu declarat en aquell moment era "invertir i renovar la literatura, per mostrar nous camins".
La malaltia, el servei militar a la Primera Guerra Mundial, la neurosi de guerra posterior a la Revolució Russa i la repressió política a la dècada de 1930, pràcticament el van silenciar. El 1936 va ser detingut i va passar vint anys en diversos camps de treball. Després del seu alliberament dels camps soviètics el 1956, Gnédov va continuar escrivint, però no es va publicar res de nou abans de la seva mort el 1978. Poetes contemporanis avantguardistes com Sergue Segai (que ha escrit sobre Gnédov i va publicar la seva obra) i Ri Níkonova el consideren un important precursor i col·laborador de la modernitat a Rússia.